# Шенк, Франциска
Вита Франциска Шенк (нем. Vita Franziska Schenk; род. 13 марта 1974, Эрфурт, ГДР) — немецкая конькобежка, чемпионка мира в спринтерском многоборье и 5-кратная бронзовый призёр, бронзовый призёр зимних Олимпийских игр 1994 года, 5-кратная чемпионка Германии. Выступала за клуб "ESC Erfurt" с 1987 года.

## Биография
Франциска Шенк родилась в Эрфурте и была вторым ребёнком Эберхарда Шенка и Ренаты Шенк. Отец работал инженером-электриком, мать долгое время работала преподавателем немецкого языка и рисования. С раннего детства Франциска занималась балетом и танцами, и начала кататься на коньках в третьем классе средней школы, как часть школьных требований по физическому воспитанию. Учителя направили её заниматься конькобежным спортом в возрасте 11 лет. В 1987 году попала в детско-юношескую спортивную школу "Fritz Noack".
Её первый крупный соревновательный дебют состоялся в 12 лет на детско-юношеской Спартакиаде ГДР, а через 2 года в 1989 году на 12-й Спартакиаде выиграла на дистанциях 500 и 1000 м. Ещё через год одержала победу в сумме многоборья на последнем юниорском чемпионате ГДР. В 1991 году уже в объединённой Германии Франциска заняла 3-е место на дистанции 1500 м на Национальном чемпионате и дебютировала на юниорском чемпионате мира, заняв 5-е место в многоборье, а через год заняла 4-е место.
В сезоне 1992/93 стартовала на Кубке мира и в январе 1993 года победила в многоборье на чемпионате мира среди юниоров, а также дебютировала на спринтерском чемпионате мира в Сибукаве. В 1994 году на зимних Олимпийских играх в Лиллехаммере Шенк завоевала бронзовую медаль на дистанции 500 м, уступив американке Бонни Блэр и канадке Сьюзан Ош, также заняла 4 место на дистанции 1000 м.
В 1995 году впервые выиграла чемпионат Германии в спринтерском многоборье и поехала на спринтерский чемпионат мира в Милуоки, где завоевала бронзовую медаль в многоборье. Франциска Шенк в 1996 году вновь стала бронзовым призёром на спринтерском чемпионате мира в Херенвене и на индивидуальном чемпионате мира в Хамаре заняла 4-е место в забеге на 500 м.
В сезоне 1996/97 она стала первой на чемпионате Германии на дистанциях 500 и 1000 м, а также впервые выиграла общий зачёт Кубка мира на дистанции 1000 м и стала 2-й на 500 м. В 1997 году победила на чемпионате мира в спринтерском многоборье в Хамаре и стала обладательницей 2-х бронзовых медалей на дистанциях 500 и 1000 м на индивидуальном чемпионате мира в Варшаве.
В сезоне 1997/98 вновь выиграла 1000-метровку на чемпионате Германии, заняла 4-е место на спринтерском чемпионате мира в Берлине. В марте 1998 года на чемпионате мира на отдельных дистанциях в Калгари стала третьей в забеге на 1000 м и заняла 2-е место на этой дистанции в общем зачёте Кубка мира. В последний свой сезон 1998/99   Шенк стала 12-й на спринтерском чемпионате мира и 13-й в забеге на 1000 м на индивидуальном мировом первенстве. Она объявила о завершении спортивной карьеры в марте 2000 года.

## Карьера журналиста
Франциска Шенк изучала германистику, кино и медиа-исследования в Университете Йоханнеса Гутенберга в Майнце, который окончила в 2003 году со степенью магистра. Профессиональную карьеру журналистки начала со стажировки в газете "Thüringer Allgemeine Zeitung" в Эрфурте в 1994 году. С 1998 года работала ведущей спортивных программ на немецком телеканале ARD. С 1999 года она работала в SWR, в том числе в качестве ведущей программы „Прожектор“. С июня 2012 года она входит в команду ARD-Sportschau, где по воскресеньям представляет актуальные спортивные события. Также, как спортивный спикер и ведущая, она выступает вживую, в студии и онлайн на мероприятиях для сотрудников и клиентов.

## Личная жизнь
Франциска Шенк в детстве научилась играть на гитаре и увлеклась виндсерфингом благодаря её маме. Её отец и брат делали доски, мама сшивала трапеции, а она вырезала фигурки из фольги для парусов. Летом они занимались серфингом, а зимой беговыми лыжами. С 1990 по 1993 год обучалась в спортивной гимназии «Пьер де Кубертен» в Эрфурте. В конце 1990-х вышли скандальные фото с обнажённой Шенк, покрытой серебряной краской. В июне 2001 года в Эрфурте вышла замуж за гауптмана немецкой армии Томаса Келера. В декабре 2004 году родила дочь Марен. После развода с Томасом в марте 2009 года познакомилась с предпринимателем Хендриком Шубертом. В сентябре 2010 года у них родился сын Альберт, а в сентябре 2012 года Франциска вышла замуж вторым браком за Хендрика Шуберта. Через год в октябре 2013 года родила ещё одну дочь Генриетту. В настоящее время она имеет троих детей и с мужем проживают в Лейпциге. В 2012 году её мама умерла от рака. Её брат, живёт в Эйзенахе, а отец живёт в Эрфурте, с которыми она проводит ежегодно Рождество.